# Micropterix constantinella
Micropterix constantinella  es una especie de lepidóptero de la familia Micropterigidae. Fue descrito por Heath en 1986.

## Distribución geográfica
Es endémica de Argelia.